# Ансельми, Розина
Рози́на Ансе́льми (итал. Rosina Anselmi, сиц. Rusina Anselmi; 26 июля 1880, Кальтаджироне, Королевство Италия — 23 мая 1965, Катания, Италия) — итальянская сицилийская актриса театра и кино.

## Биография
Розина Ансельми родилась в Кальтаджироне на Сицилии 26 июля 1880 года в семье актёров Алессандро Ансельми и Франчески Квинтавалла. С юного возраста играла в комедиях сицилийского диалектного театра. В 1905 году присоединилась к труппе Нино Мартольо, с которой отправилась на гастроли в США, где выступала перед эмигрантами из Италии, главным образом, сицилийцами. Некоторое время играла с Мими Агулья. В 1910 году вернулась на родину. Сотрудничество актрисы с Анджело Муско на постоянной основе началось в 1914 году и продлилось до его смерти. Она была первой актрисой, которую он взял в свою труппу. В это время комедийный талант Розины Ансельми получил признание критиков и зрителей.
После опыта в немом кино в фильме «Для тебя, любовь» режиссёра Раффаэле Козентино в 1916 году, в 1934 году дебютировала в звуковом кино в фильме режиссёра Амлето Палерми «Наследство добродушного дяди». В 1930-е годы активно снималась в кино и играла в театре.
После смерти Анджело Муско в 1937 году, актриса основала театральную компанию с Микеле Абруццо, Тури Пандольфини и Джованни Грассо. Участвовала в радиопостановках Итальянского агентства радиовещания, затем Итальянского радио и телевидения. Появлением телевидения снялась в нескольких телепередачах и телевизионных комедийных фильмах. В 1952 году стала одной из основательниц театра Стабиле в Катании.
Актриса была замужем за актёром Линдоро Коломбо. Она играла до восьмидесяти лет. Розина Ансельми умерла в Катании 23 мая 1965 года.

## Фильмография
| Год  | Фильм                                                              | Режиссёр            | Персонаж             |
| ---- | ------------------------------------------------------------------ | ------------------- | -------------------- |
| 1916 | «Для тебя, любовь!» итал. Per te, amore!                           | Раффаэле Козентино  |                      |
| 1917 | «Обезглавливание святого Иоанна» итал. San Giovanni decollato      | Телемако Руджери    |                      |
| 1934 | «Наследство добродушного дяди» итал. L'eredità dello zio buonanima | Амлето Палерми      | Мариантония          |
| 1934 | «Сваха» итал. Paraninfo                                            | Амлето Палерми      |                      |
| 1935 | «Территориальная милиция» итал. Milizia territoriale               | Марио Боннард       | Эрминия              |
| 1935 | «Альдебаран» итал. Aldebaran                                       | Алессандро Блазетти | Орсолина             |
| 1935 | «Лоэнгрин» итал. Lohengrin                                         | Нунцио Малазомма    | Чезира               |
| 1935 | «Воздух континента» итал. L'aria del continente                    | Дженнаро Ригелли    |                      |
| 1936 | «Денежный король» итал. Re di denari                               | Энрико Гуаццони     | Грация Марино        |
| 1937 | «Что-то тут не так» итал. Gatta ci cova                            | Дженнаро Ригелли    | Антониа Паскуччи     |
| 1937 | «Оставь надежду всякий» итал. Lasciate ogni speranza               | Дженнаро Ригелли    | Филомена             |
| 1937 | «Ярость Саладина» итал. Il feroce Saladino                         | Марио Боннард       | Амалия               |
| 1938 | «Сеньора родила» итал. L'ha fatto una signora                      | Марио Маттоли       | Роза Сардо           |
| 1939 | «Маркиз Руволито» итал. Il marchese di Ruvolito                    | Раффаэлло Матараццо | Плачида Чимозата     |
| 1942 | «Непостоянная сеньора» итал. La donna è mobile                     | Марио Маттоли       | жена директора школы |